# Žebrová přilba
Žebrová přilba (tzv. „žebrovka“) je ochranná pokrývka hlavy používaná jako součást zbroje na přelomu starověku a středověku, přibližně mezi 2. a 8. stol. n. l.

## Charakteristika

### Konstrukce

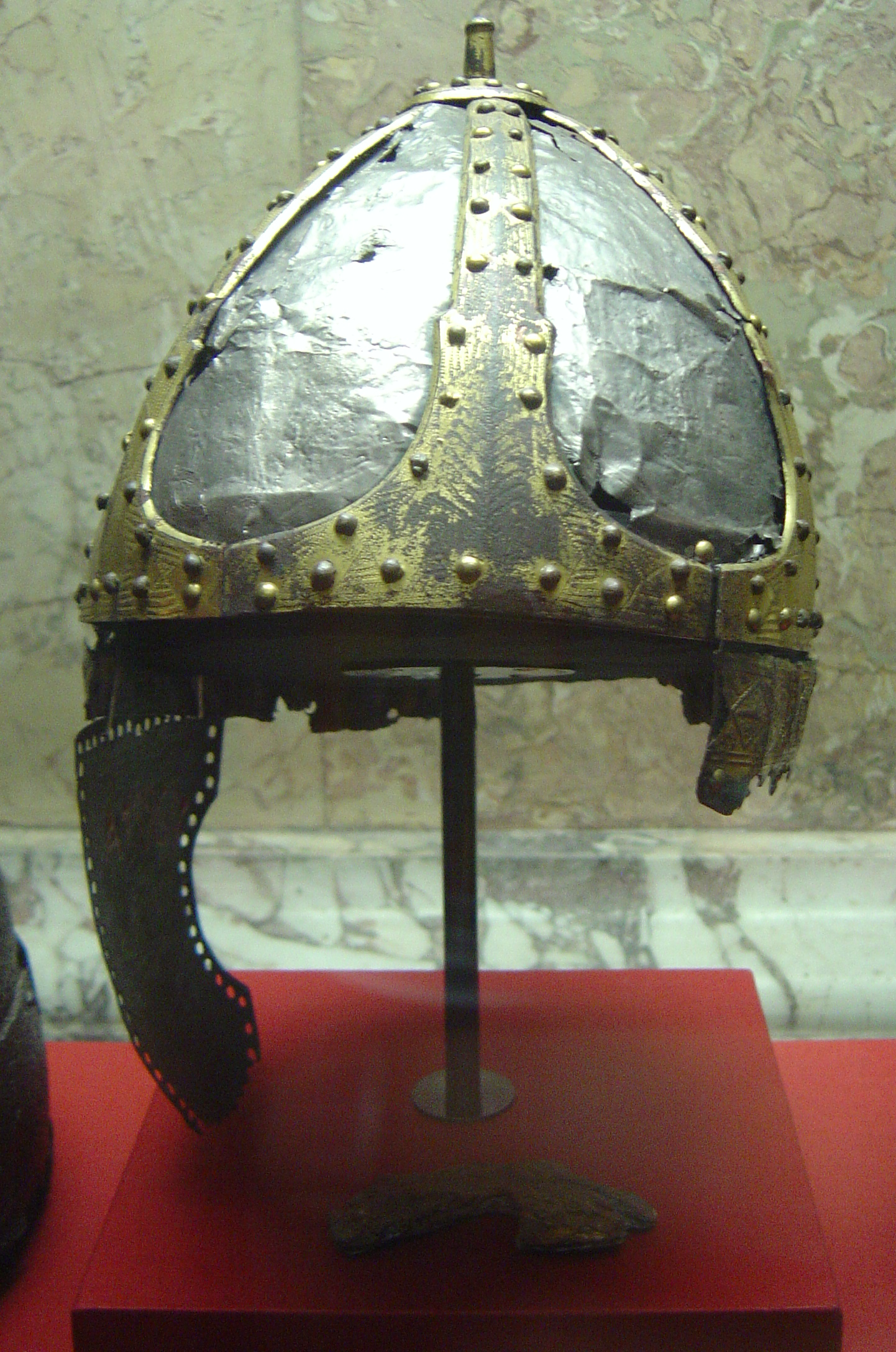
Žebrová přilba, 6. století (Uměleckohistorické muzeum,Vídeň)

Základem přilby je tři až šest stejných žeber, která pomocí nýtů drží plátovou výplň. Nejčastější je ale varianta se čtyřmi žebry. Žebra samotná mohla být nanýtovaná na nosné obruči, nebo byla snýtovaná k sobě navzájem. Špici přilby často tvořil disk, ke kterému byla zašpičatělá žebra přichycena. Často jsou ještě volně přidělané lícnice. Na římských přilbách býval navíc nanýtovaný týlní štítek, na pozdějších přilbách se však již nevyskytoval. Už na římských přilbách se objevovaly očnicové oblouky, nebo náznaky nánosníku, ale ty se vyskytovaly kontinuálně s konstrukčně jednoduššími přilbami s rovným okrajem.

### Materiál
Materiálem pro výrobu těchto přileb byly bronz, mosaz, železo, zlato nebo i stříbro. Vývaz a vyložení přilby bývaly kožené.

### Zdobení
Přilby byly v různých obdobích různě zdobené puncováním, rytím, nebo tepáním (repoussé). Byly používány geometrické i zoomorfní motivy, vzácněji je zdobení figurální.

## Historie
Svůj původ má v Sasánovské říši. Přilba měla jedno středové žebro přetažené přes žebra boční.
Ve 3. stol. se masově začaly využívat i v římské armádě, která do té doby používala tzv. galské přilby. Aby bylo možné je vyrábět masověji, bývala všechna ramena stejná. Navíc používali Římané lícnice a týlní štítky. Nejrozšířenější byly římské žebrové přilby pravděpodobně na Blízkém východě a v Egyptě, ale byly nalezeny i v Británii.
Ve 4. stol. přejímaly žebrové přilby germánské kmeny, které byly s Římem v kontaktu. Po zániku Západořímské říše, se přilba jako ochrana hlavy v Evropě stala luxusní záležitostí. Právě žebrové přilby byly v tomto období velmi oblíbené. Týlní štítek byl už pravděpodobně chápán jako plýtvání drahým materiálem, proto se již nevyskytoval, ale lícnice se stále používaly. Přilby bývaly bohatě zdobené, často jsou zlacené nebo stříbřené. Na žebrech bývají puncované nebo ryté bohaté vzory (zdobení lícnic je vždy shodné se žebry). Je dochováno 29 přileb z tohoto období, hlavně z archeologických vykopávek hrobů.
S příchodem franckého typu[kdy?] mizelo zdobení žebrové přilby. Ta byla čistě železná a postrádala lícnice. Přilby se znovu stávaly častějšími s profesionalizací vojsk.[kdy?] S pokrokem ve zpracování železa[kdy?] dochází k vytlačení žebrových přileb, které jsou skládané, mnohem pevnějšími přilbami kovanými z jednoho kusu.